# 653 Berenike
Berenike è un asteroide della fascia principale del diametro medio di circa 39,22 km. Scoperto nel 1907, presenta un'orbita caratterizzata da un semiasse maggiore pari a 3,0144377 UA e da un'eccentricità di 0,0447717, inclinata di 11,28502° rispetto all'eclittica.
Stanti i suoi parametri orbitali, è considerato un membro della famiglia Eos di asteroidi.
Il suo nome fa riferimento alla regina d'Egitto Berenice II. La leggenda vuole che una ciocca dei suoi capelli sia diventata la costellazione Chioma di Berenice.